# Theodor Redder
Theodor Redder (* 19. listopadu 1941, Werl) je bývalý německý fotbalista, obránce.

## Fotbalová kariéra
V německé bundeslize hrál za Borussii Dortmund. V roce 1963 získal s Borussií mistrovský titul a v roce 1965 vítězství v německém fotbalové poháru. V Poháru mistrů evropských zemí nastoupil v 6 utkáních, v Poháru vítězů pohárů nastoupil v 9 utkáních a ve Veletržním poháru nastoupil v 1 utkání. V roce 1966 vyhrál s Borussií Dortmund Poháru vítězů pohárů. Za německou reprezentaci nastoupil v roce 1964 v přátelském utkání ve Finsku.

## Ligová bilance
| Ročník                                 | Zápasy | Góly | Klub              |
| -------------------------------------- | ------ | ---- | ----------------- |
| Fußball-Oberliga West 1962/1963        | 2      | 0    | Borussia Dortmund |
| Německá fotbalová Bundesliga 1963/1964 | 26     | 2    | Borussia Dortmund |
| Německá fotbalová Bundesliga 1964/1965 | 20     | 0    | Borussia Dortmund |
| Německá fotbalová Bundesliga 1965/1966 | 30     | 0    | Borussia Dortmund |
| Německá fotbalová Bundesliga 1966/1967 | 0      | 0    | Borussia Dortmund |
| Německá fotbalová Bundesliga 1967/1968 | 20     | 0    | Borussia Dortmund |
| Německá fotbalová Bundesliga 1968/1969 | 19     | 0    | Borussia Dortmund |
| CELKEM Německá fotbalová Bundesliga    | 115    | 2    |                   |